# Delitti contro l'incolumità individuale
Nel diritto penale italiano i delitti contro l'incolumità individuale sono disciplinati, insieme ai delitti contro la vita, dal Capo I, Titolo XII (Dei delitti contro la persona), Libro II del codice penale (art. 575 ss. c.p.).

## Collocazione sistematica
Sulla collocazione sistematica dei delitti contro l'incolumità individuale, sulla loro distinzione rispetto ai delitti contro l'incolumità pubblica e sulla centralità che l'ordinamento della Repubblica italiana accorda alla tutela della persona, a differenza del sistema vigente all'epoca della promulgazione del Codice Rocco, si rimanda alla voce Delitti contro la vita.

## Oggettività giuridica
Il bene giuridico tutelato dalle norme incriminatrici dei delitti contro l'incolumità individuale è quello primario, inferiore in rango rispetto alla vita, dell'integrità fisica e psichica della persona umana. L'incolumità della persona è intesa come «sfera di signoria» sulla propria dimensione corporea e come «diritto all'intangibilità» della stessa contro le intromissioni di tipo sensoriale e percettivo. Perché risulti violata l'incolumità individuale non sempre è necessaria la produzione di una malattia organica, mentre può essere sufficiente il pericolo di causare dolore fisico.

## Singole fattispecie

### Percosse e lesioni
La distinzione sopra accennata tra pericolo di causare dolore e produzione di una malattia corrisponde, nella previsione del codice, ai delitti di percosse e di lesioni. Le due fattispecie sono tra loro incompatibili, poiché la norma che incrimina le percosse (art. 581 c.p.) si applica solo se la condotta non dà luogo a una malattia fisica o psichica, nel qual caso si ricade invece sotto l'ipotesi di lesione. Nelle percosse, anzi, la condotta dev'essere inidonea a provocare una malattia; la condotta idonea, che però non riesce a provocare una malattia in concreto, dà vita invece a una tentata lesione.
Il dolo di percosse dovrebbe essere orientato a non provocare la malattia, laddove il dolo di lesioni dovrebbe invece includere anche la volontà di produrre quello specifico evento. La dottrina tradizionale giunge tuttavia in entrambi i casi a conclusioni diverse.
Lo stato di malattia prodotto dalle lesioni personali (art. 582-583 c.p.) non è definito dalla legge ed è oggetto di discussione; al riguardo esistono diverse interpretazioni, sia tecnico-giuridiche sia medico-legali.
Le lesioni personali si distinguono, a seconda della gravità degli effetti prodotti, in lievi (art. 582 c.p.), gravi e gravissime (art. 583 c.p.); in questi ultimi casi sono aggravate. La tripartizione si ripropone anche riguardo alle lesioni colpose (art. 590 c.p.).

### Altre ipotesi
Completano il quadro della disciplina del codice a tutela dell'incolumità individuale
- le lesioni come conseguenza di altro delitto (art. 586 c.p.);
- la rissa (art. 588 c.p.), aggravata quando ne deriva la lesione di una persona coinvolta;
- i delitti di omessa solidarietà come l'abbandono di minore (art. 591 c.p.) e l'omissione di soccorso (art. 593 c.p.), aggravati quando ne deriva la lesione della vittima.